# Central (Barém)
Província Central (em árabe: المحافظة الوسطى; romaniz.: Muḥāfaẓat Al-Wusṭā) era uma das cinco províncias do Reino do Barém. De acordo com o censo de 2010, tinha 326 305 residentes. Desde 2014, foi abolida e seu território foi incorporado ao das demais províncias.